# Sweeney Todd (2006)
Sweeney Todd  (br: Sweeney Todd - O Barbeiro Canibal) é um telefilme de terror, produzido no Reino Unido pela BBC em 2006, escrito por Joshua St Johnston e dirigido por David Moore.

## Sinopse
Na Londres do século 19, Sweeney Todd é um barbeiro-cirurgião que, num acesso de raiva, mata um carcereiro que se gabava de maltratar as crianças aos seus cuidados - sem saber que o próprio Todd foi aprisionado ainda criança. A partir daí, o barbeiro passa a se entregar aos seus impulsos homicidas com freqüência, encontrando uma forma particularmente grotesca de se livrar dos cadáveres.

## Elenco
| Ator/Atriz    | Personagem       |
| ------------- | ---------------- |
| Ray Winstone  | Sweeney Todd     |
| Essie Davis   | Mrs Lovett       |
| David Warner  | Fielding         |
| Tom Hardy     | Matthew          |
| David Bradley | Sweeney's Father |